# Articulação temporomandibular
A articulação temporomandibular (ATM) é a articulação da mandíbula com o crânio, especificamente o processo côndilar da mandíbula com o osso temporal. 
A simetria ditada pela ATM tem que ser constante. Unida com as articulações da coluna cervical e cintura escapular, a ATM transforma-se em um perceptível péndulo, consequentemente sua distonia provocará distúrbios posturas diretos na coluna cervical e na cintura escapular, promovendo assim, alterações posturais que podem acometer a coluna lombar e os membros inferiores. Não existe sequer exatas confirmações científicas de que a disfunção da ATM pode levar a tal disfunção postural de lombar para baixo, mas muitos estudos na área da saúde demonstraram alguns pacientes com tais alterações posturais e possuiam uma disfunção temporomandibular.

## Anatomia
Esta é uma articulação sinovial, ou seja, apresenta um espaço entre os ossos, o espaço sinovial, preeenchido por um líquido lubrificante especial, o líquido sinovial, também chamado de sinóvia. É classificada como bicondilomeniscartrodia conjugada ou biginglimoartrodial composta. São duas superfícies ósseas envolvidas:
1. no lado temporal, a superfície articular é a fossa mandibular, depressão côncava na porção escamosa do osso temporal;
2. no lado mandibular, a articulação se dá pelo côndilo da mandíbula.

Cada uma destas superfícies ósseas é recoberta por uma cartilagem, a cartilagem articular.
Entre estas duas cartilagens, existe um fino disco ovalado, chamado de disco articular ou discus articularis ou fibrocartilagem interarticular. Tem a função de melhorar a coaptação entre o processo côndilar e a fossa mandibular e ainda absorve impacto.

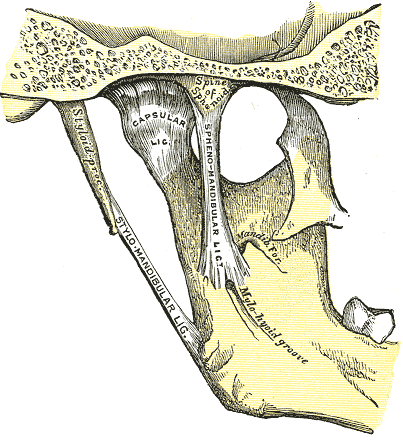
Visão medial da articulação temporomandibular

Toda a articulação é envolvida por uma estrutura fibrosa, chamada de cápsula articular, que se classifica morfologicamente como tecido conjuntivo fibroso. Além dela, existem ainda três ligamentos mantendo a articulação: 
1. ligamento esfenomandibular  ou ligamentum sphenomandibulare ou ainda ligamento lateral interno;
2. ligamento temporomandibular ou ligamentum temporomandibulare ou ainda ligamento lateral externo;
3. ligamento estilomandibular ou ligamentum stylomandibulare ou ainda ligamento estilomaxilar.

Morfologicamente os ligamentos se classificam como tecido conjuntivo denso modelado, a mesma classificação morfológica dos tendões, mas estes, ligam músculos a ossos e os ligamentos, ossos com ossos, dando suporte e fixação que só a cápsula articular não bastaria, deixando o membro com a impressão de frouxidão ou solto no espaço.

## Movimentos

### Tipos de movimentos
As possíveis movimentações da mandíbula são bastante complexas, podendo ser as abaixo descritas, isoladas ou combinadas.
- Depressão da mandíbula.
- Elevação da mandíbula.
- Protusão da mandíbula.
- Retração da mandíbula.
- Lateralização da mandíbula.

Destes movimentos básicos derivam os vários tipos de movimentos relacionados a fala e a mastigação.

### Músculos envolvidos
São músculos envolvidos na movimentação da mandíbula: 
Depressão da mandíbula
- Digástrico
- Milo-hióideo
- Gênio-hióideo
- Pterigóideo lateral

Elevação da mandíbula
- Masseter
- Pterigóideo medial
- Porção anterior do temporal

Movimentação anterior da mandíbula
- Pterigóídeos laterais, ação bilateral
- Fibras superficiais do masseter
- Fibras anteriores do temporal

Movimentação posterior da mandíbula
- Fibras profundas do masseter
- Fibras posteriores do temporal

Lateralização da mandíbula
- Ação do pterigóideo lateral oposto ao lado lateralizado, juntamente com as fibras inferiores do pterigóideo do lado oposto.

## Importância médica
As articulações temporomandibulares com frequência apresentam defeitos em seu funcionamento normal, gerando a condição conhecida como disfunção temporomandibular. Tal situação é vista pela odontologia, fisioterapia e fonoaudiologia, a primeira principalmente. Essas articulações também são frequentemente atingidas nos traumatismos de face, como os que ocorrem nos acidentes automobilísticos, sendo nestes casos manejadas pela cirurgia bucomaxilofacial, sendo esta uma especialidade da Odontologia.